# Ischnoceros himalayensis
Ischnoceros himalayensis är en stekelart som beskrevs av Dali Chandra 1978. Ischnoceros himalayensis ingår i släktet Ischnoceros och familjen brokparasitsteklar. Inga underarter finns listade i Catalogue of Life.